# Diocese de Puerto Iguazú
A Diocese de Puerto Iguazú (em latim: Dioecesis Portus Iguassuensis) é uma diocese localizada na cidade de Puerto Iguazú, pertencente a Arquidiocese de Corrientes na Argentina. Foi fundada em 16 de junho de 1986 pelo Papa João Paulo II. Com uma população católica de 350.427 habitantes, sendo 71,5% da população total, possui 33 paróquias com dados de 2015.

## História
A Diocese de Puerto Iguazú foi criada a partir da cisão da diocese de Posadas em 16 de junho de 1986. Em 13 de junho de 2019 juntamente com a Diocese de Posadas perdem territórios para a criação da Diocese de Oberá.

## Lista de bispos
A seguir uma lista de bispos desde a criação da diocese.
|       | Nome                          | Período    | Notas |
| Bispo | Bispo                         | Bispo      | Bispo |
| ----- | ----------------------------- | ---------- | ----- |
| 3º    | Nicolás Baisi                 | 2020-atual |       |
| 2º    | Marcelo Raúl Martorell        | 2006-2020  |       |
| 1º    | Joaquín Piña Batllevell, S.J. | 1986-2006  |       |